# Champ magnétique
« Induction magnétique » redirige ici. Pour les autres significations, voir Induction.
Vous lisez un « bon article » labellisé en 2007.
En physique, dans le domaine de l'électromagnétisme, le champ magnétique est une grandeur ayant le caractère d'un champ vectoriel, c'est-à-dire caractérisée par la donnée d'une norme, d’une direction et d’un sens, définie en tout point de l'espace et permettant de modéliser et quantifier les effets magnétiques du courant électrique ou des matériaux magnétiques comme les aimants permanents.
La présence du champ magnétique se traduit par l'existence d'une force agissant sur les charges électriques en mouvement (dite force de Lorentz) et par divers effets affectant certains matériaux (diamagnétisme, paramagnétisme, ferromagnétisme, etc.). La grandeur qui détermine l'interaction entre un matériau et un champ magnétique est la susceptibilité magnétique.
Les différentes sources de champ magnétique sont les aimants permanents, le courant électrique (c'est-à-dire le déplacement d'ensemble de charges électriques), ainsi que la variation temporelle d'un champ électrique (par induction électromagnétique).
Sauf exception, cet article traite du cas du régime statique ou indépendant du temps, pour lequel le champ magnétique existe indépendamment de tout champ électrique, soit en pratique celui créé par les aimants ou les courants électriques permanents. Toutefois, en régime variable, c'est-à-dire pour des courants électriques non permanents, ou des champs électriques variables, le champ magnétique créé, lui-même variable, est la source d'un champ électrique, et donc ne peut être considéré de façon indépendante (cf. champ électromagnétique).

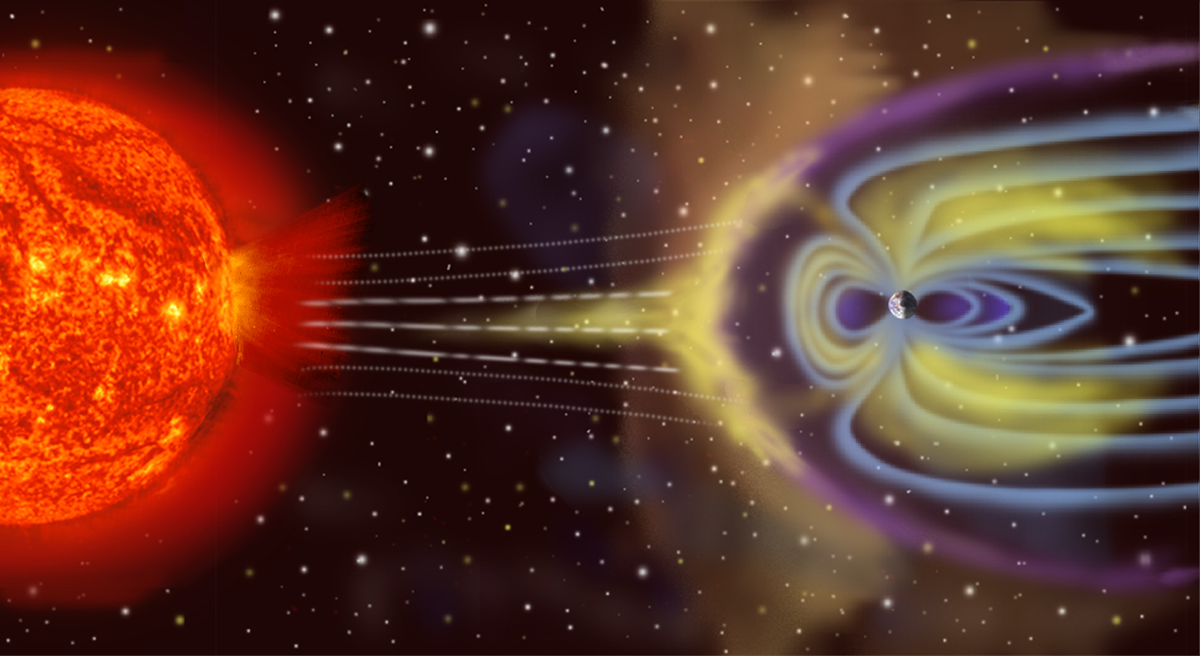
Vue d'artiste de la magnétosphère terrestre.

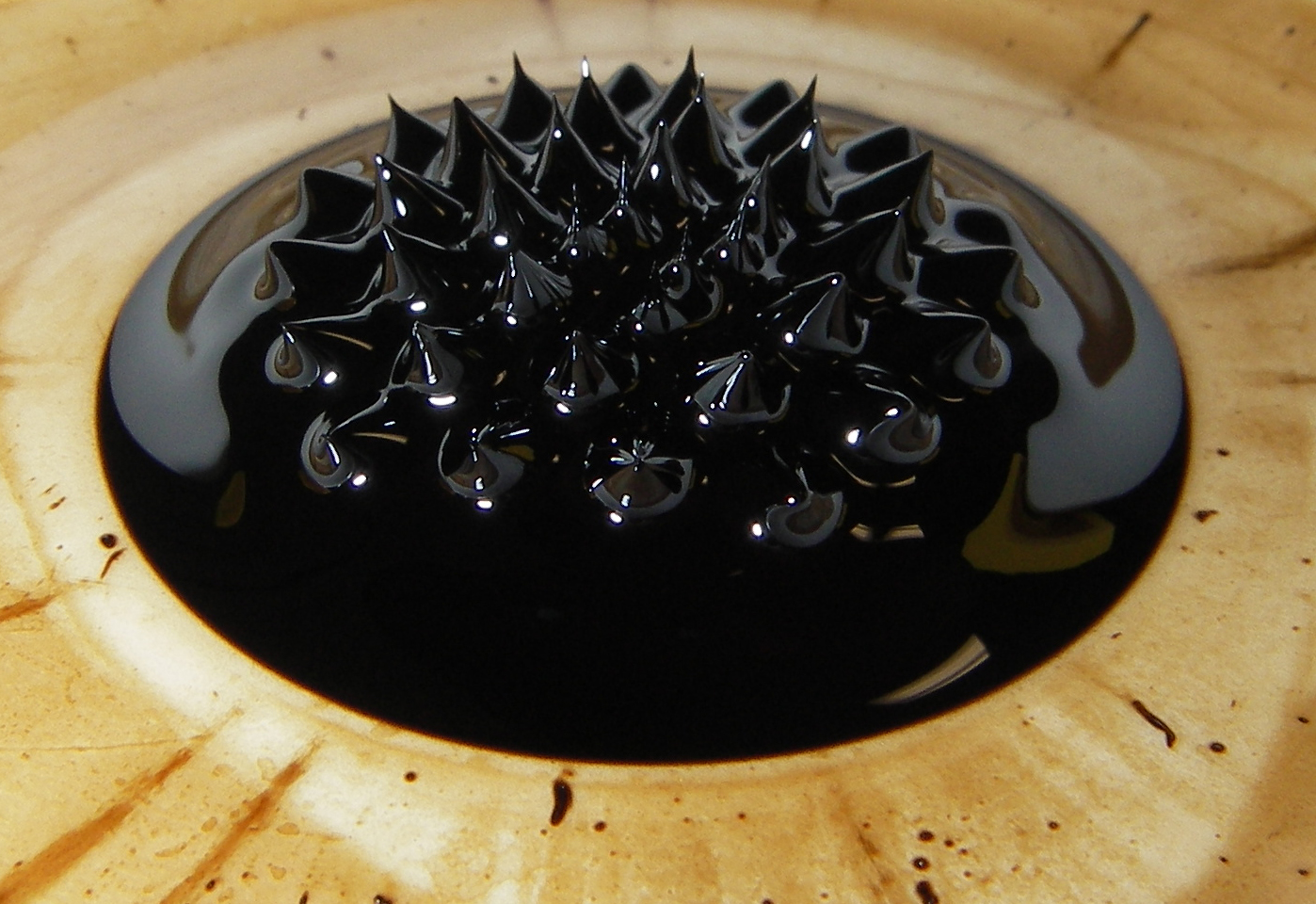
Ferrofluide soumis à un champ magnétique. Au-delà d'une valeur seuil du champ magnétique, il devient plus favorable énergétiquement pour la surface libre d'adopter un profil avec des pointes, en dépit de la gravité et de la tension superficielle du fluide qui favorisent une interface plane.

## Terminologie
Deux champs vectoriels apparentés servent en physique à décrire les phénomènes magnétiques et peuvent de ce fait prétendre au nom générique de « champ magnétique » :
- l'un, noté {\displaystyle {\vec {B}}}, décrit la « densité de flux magnétique » dans l'espace, qui est à l'origine des effets à distance du magnétisme, et notamment du phénomène d'induction électromagnétique[1], ce qui fait que ce champ est aussi nommé induction magnétique. Il s'exprime en teslas ;
- l'autre, noté {\displaystyle {\vec {H}}}, qui est en pratique plutôt utilisé dans l'étude de l'électromagnétisme des milieux continus, décrit au niveau local l'« aimantation » propre de la matière, ou son « excitation magnétique »[1] sous l'effet d'un champ électromagnétique externe (dont l'effet global confère en particulier à un corps donné un moment magnétique d'ensemble). Il s'exprime en ampères par mètre (de symbole A/m ou A m−1)[b].

Lorsqu'il est nécessaire de faire la différence entre les deux, le champ {\displaystyle {\vec {B}}} peut être qualifié de « champ magnétique » et le champ {\displaystyle {\vec {H}}} de « champ d'aimantation » ou de « champ d'excitation magnétique ».
Bien que les normes internationales de terminologie prescrivent de réserver l’appellation de « champ magnétique » au seul champ vectoriel {\displaystyle {\vec {H}}}, en physique fondamentale, le terme pris absolument désigne le plus souvent le champ vectoriel {\displaystyle {\vec {B}}}, en dehors du cas spécifique de l'étude des milieux continus. C'est bien de ce champ {\displaystyle {\vec {B}}} qu'il est question dans le présent article.

## Description

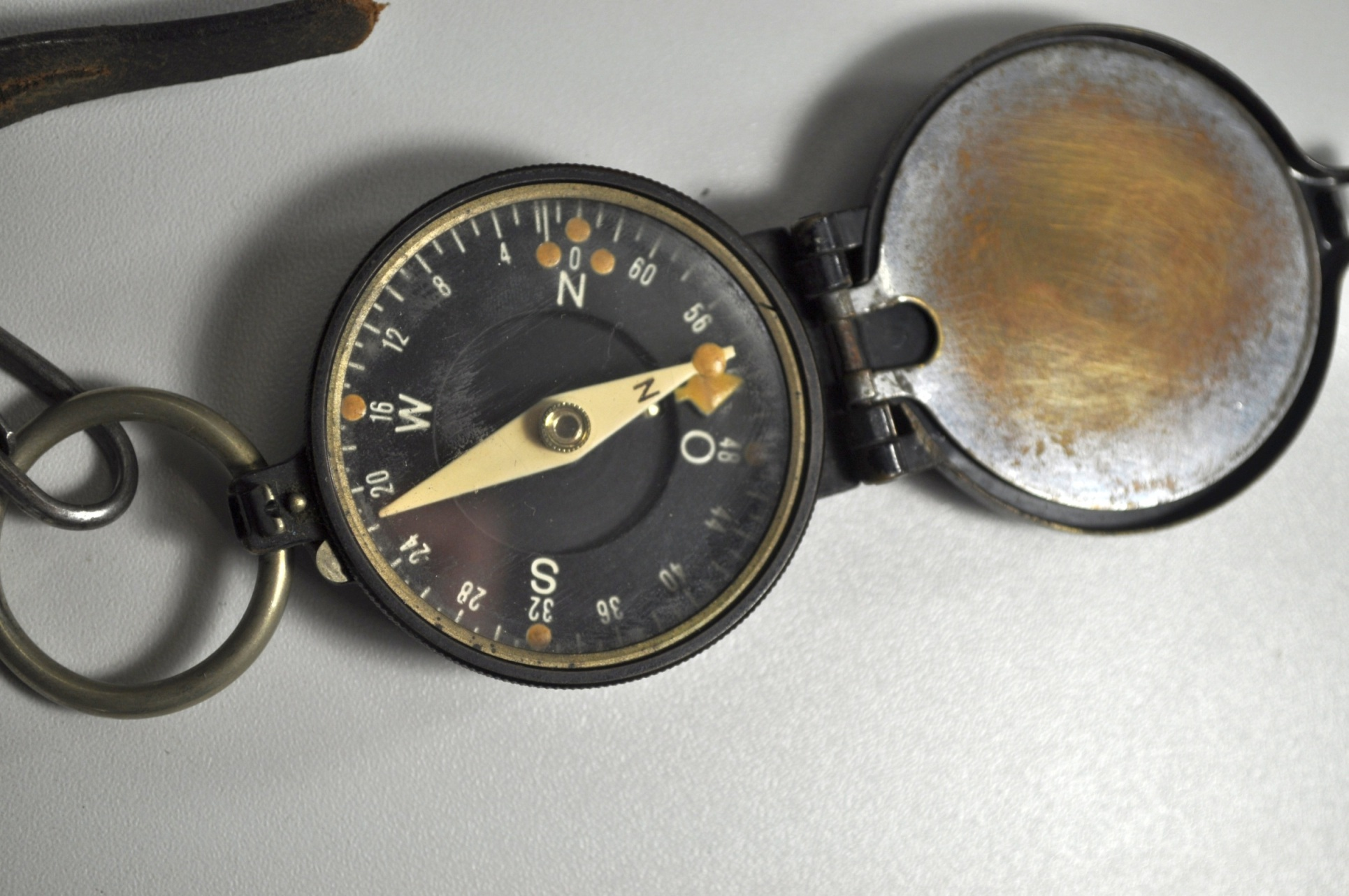
Le moment magnétique de l'aiguille aimantée se traduit par sa tendance à s'aligner dans le champ magnétique terrestre.

La manifestation historique la plus élémentaire du champ magnétique est celle du champ magnétique terrestre, à travers sa tendance à faire tourner l'aiguille d'une boussole : laissée libre de tourner, l'aiguille s'aligne dans la direction du pôle nord, ce qui montre qu'elle subit un moment qui tend à l'aligner dans cette direction. Le couple{\displaystyle {\vec {\tau }}} qui tend à ramener l'aiguille aimantée sur la direction du pôle magnétique est le produit vectoriel d'une grandeur vectorielle intensive caractéristique du lieu, le champ magnétique (ou densité de flux magnétique) {\displaystyle {\vec {B}}} (supposé localement uniforme), et d'une quantité vectorielle extensive, caractéristique de l'aiguille, son moment magnétique {\displaystyle {\vec {\mu }}}. Cette relation se traduit mathématiquement par :
{\displaystyle {\vec {\tau }}={\vec {\mu }}\wedge {\vec {B}}}.
Cette définition donne donc une méthode permettant, en pratique, de mesurer le champ {\displaystyle {\vec {B}}} en un point à partir d'un système comportant un moment magnétique déterminé. La même méthode permet symétriquement de mesurer le moment magnétique d'un échantillon inconnu placé dans un champ magnétique connu.
Mathématiquement, le champ magnétique est ainsi décrit par un champ pseudo vectoriel, qui se rapproche d'un champ de vecteurs par plusieurs aspects, mais présente quelques subtilités au niveau des symétries. Ceci étant dit, cette expérience primitive ne dit rien sur la nature du champ magnétique, ni sur celle du moment magnétique d'un objet qui s'y déplace.
Au XIXe siècle, l'étude de l'électromagnétisme a montré le lien entre électricité et magnétisme, à travers la force de Laplace : un conducteur parcouru par un courant électrique {\displaystyle I} est également soumis à une force linéique sur chaque élément de longueur {\displaystyle \mathrm {d} {\vec {l}}}, donnée par :
{\displaystyle \mathrm {d} {\vec {F}}=I\;\mathrm {d} {\vec {l}}\wedge {\vec {B}}}.
Cette équation, en faisant le lien entre le magnétisme et l'électricité, donne également la dimension de la densité de flux magnétique en fonction de ces grandeurs de base : si une force (exprimée en kg m s−2) est créée par une intensité (A) fois une longueur (m) fois un champ magnétique, c'est donc que ce dernier s'exprime normalement en kg s−2 A−1.
La discipline qui étudie les champs statiques ou « quasi stationnaires » (ne dépendant pas du temps, ou faiblement) est la magnétostatique. Le champ magnétique n'apparaît cependant dans sa pleine dimension qu'en dynamique.
Dans un premier temps, les équations décrivant l'évolution du champ magnétique sont appelées équations de Maxwell, en l'honneur de James Clerk Maxwell qui les a publiées en 1873. Le champ magnétique et le champ électrique sont les deux composantes du champ électromagnétique décrit par l'électromagnétisme, pour un observateur au repos. Des ondes électromagnétiques peuvent se propager librement dans l'espace, et dans la plupart des matériaux. Ces ondes portent des noms différents (ondes radio, micro-onde, infrarouge, lumière, ultraviolet, rayons X et rayons gamma) selon leur longueur d'onde.
C'est cependant Albert Einstein qui dans un deuxième temps, en 1905, a proposé le premier la vision la plus cohérente du lien entre électrodynamique et champ magnétique, dans le cadre de la relativité restreinte qu'il venait de découvrir et qui en est indissociable. Lorsqu'une charge électrique se déplace, on doit employer les transformations de Lorentz pour calculer l'effet de cette charge sur l'observateur. Cette réécriture donne une composante du champ qui n'agit que sur les charges se déplaçant : ce que l'on appelle le « champ magnétique ».
Les applications de la maîtrise de ce champ sont nombreuses, même dans la vie courante : outre le fait que celui-ci est une composante de la lumière, il justifie l'attraction des aimants, l'orientation des boussoles et permet entre autres la construction d'alternateurs et de moteurs électriques. Le stockage d'informations sur bandes magnétiques ou disques durs se fait à l'aide de champs magnétiques. Des champs magnétiques de très forte intensité sont utilisés dans les accélérateurs de particules ou les tokamaks pour focaliser un faisceau de particules très énergétiques dans le but de les faire entrer en collision. Les champs magnétiques sont également omniprésents en astronomie, où ils sont à l'origine de nombreux phénomènes comme le rayonnement synchrotron et le rayonnement de courbure, ainsi que la formation de jets dans les régions où l'on observe un disque d'accrétion. Le rayonnement synchrotron est également abondamment utilisé dans de nombreuses applications industrielles.

## Historique

### Antiquité
Dès le VIe siècle av. J.-C., les philosophes grecs décrivaient — et tentaient d'expliquer — l'effet de minerais riches en magnétite. Ces roches étaient issues entre autres de la cité de Magnésie : elle donna son nom au phénomène.
L'aiguille « Montre-sud » est mentionnée pour la première fois au XIe siècle par Shen Kuo et, même s'il y a des attestations de la connaissance de l'aimant en Chine dès le IIIe siècle av. J.-C., le problème du magnétisme terrestre apparaît beaucoup plus tard. L'utilisation de la boussole dans les techniques de navigation daterait du XIIe siècle et son usage exact reste à préciser du fait d'une navigation essentiellement côtière à cette époque. Les boussoles faisaient usage du champ magnétique terrestre, qui se trouve être aujourd'hui à peu près aligné avec l'axe de rotation terrestre, raison pour laquelle une boussole, en indiquant le pôle magnétique, indique aussi (quoique approximativement) la direction du pôle géographique terrestre.
En Occident, Pierre de Maricourt fut l'un des premiers à travailler sur le magnétisme et publia, en 1269, son Epistola de Magnete à peu près à la même époque que les savants chinois. Au-delà du simple problème des priorités, il serait intéressant de savoir comment certaines techniques ont pu voyager et s'il n'est pas possible que des développements parallèles, et chronologiquement presque concomitants, se soient produits.

### XVIIIesiècle
En décembre 1765, pour les encyclopédistes des Lumières, « le magnétisme est le nom général qu’on donne aux différentes propriétés de l’aimant ». Ils attribuent ses effets à une « matière subtile, différente de l’air » (parce que ces phénomènes ont également lieu dans le vide) qu’ils appellent magnétique. Plus loin ils affirment que « c’est encore une question non moins difficile que de savoir s’il y a quelque rapport entre la cause du magnétisme & celle de l’électricité, car on ne connoît guère mieux l’une que l’autre. »

### XIXesiècle
Jusqu'au début des années 1820 on ne connaissait que le magnétisme des aimants naturels à base de magnétite.

Hans Christian Ørsted, Der Geist in der Natur, 1854.

En 1820 Hans Christian Ørsted montre qu'un courant électrique parcourant un fil influence l'aiguille d'une boussole située près de celui-ci. Il fut cependant incapable d'expliquer ce phénomène à la lumière des connaissances de l'époque. En 1831 Michael Faraday énonce la loi de Faraday, qui trace un premier lien entre électricité et magnétisme.
En 1822 le premier moteur électrique est inventé : la roue de Barlow.
André-Marie Ampère proposa peu après une loi phénoménologique, aujourd'hui démontrée dans le cadre général de l'électromagnétisme, appelée théorème d'Ampère, qui relie le champ magnétique aux courants. Peu après, en 1825, l'électricien William Sturgeon crée le premier électroaimant.
En 1873 James Clerk Maxwell unifie le champ magnétique et le champ électrique au sein de la théorie de l'électromagnétisme. Ce faisant, il découvre une incompatibilité entre les lois de la mécanique classique et les lois de l'électromagnétisme. Ces dernières prédisent que la vitesse de la lumière est indépendante de la vitesse d'un observateur par rapport à la source qui émet la lumière, hypothèse incompatible avec les lois de la mécanique classique.
En 1873 l'ingénieur belge Zénobe Gramme invente le premier moteur électrique à courant continu utilisable à grande échelle.
En 1887 les Américains Albert A. Michelson et Edward Morley vérifient expérimentalement les prédictions de Maxwell (expérience de Michelson-Morley).

### XXesiècle
En 1905 Albert Einstein résout le paradoxe découvert par Maxwell en montrant que les lois de la mécanique classique doivent être remplacées par celles de la relativité restreinte.
En 1933 Walther Meissner et Robert Ochsenfeld découvrent qu'un échantillon supraconducteur plongé dans un champ magnétique a tendance à expulser celui-ci de son intérieur (effet Meissner).
En 1944 Lars Onsager propose le premier modèle (dit modèle d'Ising) décrivant le phénomène de ferromagnétisme.
En 1966 le docteur Karl Strnat découvre les premiers aimants samarium-cobalt, d'une énergie phénoménale (18 à 30 MGOe).
En 1968 sont découverts les pulsars, cadavres d'étoiles extraordinairement denses, sièges des champs magnétiques les plus intenses existant aujourd'hui dans la nature (4 × 108 teslas pour le pulsar du Crabe, par exemple).
En 1983 une équipe internationale crée des aimants néodyme-fer-bore, les plus puissants aimants permanents connus à ce jour[Quand ?] (35 MGOe, soit environ 1,25 T).
En 1998 une équipe russe crée un champ magnétique pulsé par une explosion qui atteint 2 800 T.
Le 12 décembre 1999, une équipe américaine crée un champ magnétique continu d'une intensité de 45 T.

### XXIesiècle
En 2006 des champs magnétiques pulsés ont atteint 100 T sans destruction.
Pour les champs statiques, le record obtenu en 2019 est de 45,5 T.

## Expression du champ magnétique

### Notation
On note généralement le champ magnétique avec la lettre {\displaystyle B}, écrite en caractère gras ou surmontée d'une flèche, ces deux notations indiquant qu'il s'agit d'un vecteur (ou en l'occurrence d'un pseudovecteur) : {\displaystyle {\boldsymbol {B}}} ou {\displaystyle {\vec {B}}}. Cette lettre, empruntée à James Clerk Maxwell, vient de ses notations : il décrivait les trois composantes du champ magnétique indépendamment, par les lettres {\displaystyle B}, {\displaystyle C}, {\displaystyle D}. Les composantes du champ électrique étant, dans les notations de Maxwell les lettres {\displaystyle E}, {\displaystyle F}, {\displaystyle G}.
Le champ étant défini dans tout l'espace, c'est en fait une fonction des coordonnées, en général notées par le rayon vecteur {\displaystyle {\boldsymbol {\rm {r}}}}, et éventuellement du temps {\displaystyle t}, aussi est-il noté {\displaystyle {\boldsymbol {B}}\left({\boldsymbol {\rm {r}}}\right)} ou {\displaystyle {\boldsymbol {B}}\left({\boldsymbol {\rm {r}}},t\right)}. Cependant, on utilise souvent la notation {\displaystyle {\boldsymbol {B}}}, la dépendance spatiale et/ou temporelle étant implicite.

### Unités

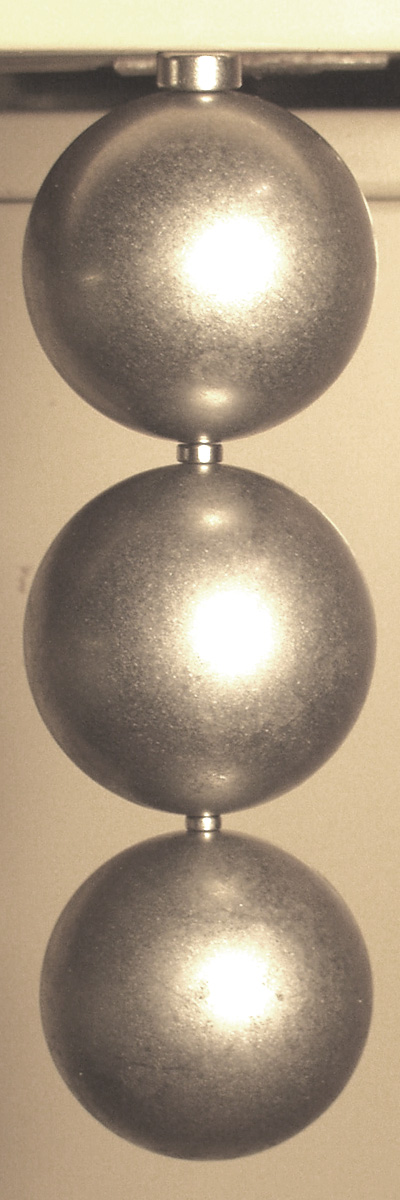
Des aimants NdFeB, créant un champ de 1,25 tesla (en haut et entre les sphères), supportant 1300 fois leur propre poids.

L'unité moderne utilisée pour quantifier l'intensité du champ magnétique est le tesla, défini en 1960. C'est une unité dérivée du système SI. On définit un tesla par un flux d'induction magnétique d'un weber par mètre carré :
1 T = 1 Wb m−2 = 1 kg s−2 A−1= 1 N A−1 m−1 = 1 kg s−1 C−1.
Pour diverses raisons historiques remontant aux travaux de Charles de Coulomb, certains auteurs préfèrent utiliser des unités hors du système SI, comme le gauss ou le gamma. On a :
- 1 tesla = 10 000 gauss ;
- 1 tesla = 1 000 000 000 gamma[12].

Enfin, on utilise parfois l'œrsted (de symbole « Oe ») comme unité de l'intensité d'un champ {\displaystyle {\vec {H}}}, notamment pour quantifier la « force » des aimants naturels, dont l'équivalent SI est l'ampère par mètre (A m−1) par la relation :
{\displaystyle 1\,\mathrm {Oe} ={\frac {10^{3}}{4\pi }}\mathrm {A\ m^{-1}} }.

### Ordres de grandeur
Dans l'espace interplanétaire, le champ magnétique est compris entre 10−10 et 10−8 T. Des champs magnétiques à plus grande échelle, par exemple au sein de la Voie lactée sont également mesurés, par l'intermédiaire du phénomène de rotation de Faraday, en particulier grâce à l'observation des pulsars. L'origine et l'évolution des champs magnétiques aux échelles galactiques et au-delà est à l'heure actuelle (2007) un problème ouvert en astrophysique. Les étoiles, à l'instar des planètes, possèdent aussi un champ magnétique, qui peut être mis en évidence par spectroscopie (effet Zeeman). Une étoile en fin de vie a tendance à se contracter, laissant à l'issue de la phase où elle est le siège de réactions nucléaires un résidu plus ou moins compact. Cette phase de contraction augmente considérablement le champ magnétique à la surface de l'astre compact. Ainsi, une naine blanche possède un champ magnétique pouvant aller jusqu'à 104 teslas, alors qu'une étoile à neutrons jeune, bien plus compacte qu'une naine blanche a un champ mesuré à 108 voire 109 teslas. Certaines étoiles à neutrons appelées pulsars X anormaux et magnétars semblent être dotées d'un champ magnétique jusqu'à 100 fois plus élevé,.
Un aimant NdFeB (néodyme-fer-bore) de la taille d'une pièce de monnaie (créant un champ de l'ordre de 1,25 T) peut soulever un objet de 9 kg et effacer les informations stockées sur une carte de crédit ou une disquette. Les utilisations médicales, comme l’IRM, impliquent des champs de grandeur allant jusqu'à 6 T. Les spectromètres RMN peuvent comporter des champs de grandeur jusqu'à 23,5 T (1 GHz résonance du proton).
Étant une composante du champ électromagnétique, l'intensité du champ magnétique décroît avec la distance à sa source, mais en restant de portée infinie. Ceci est intimement lié au fait que la particule élémentaire vecteur de l'interaction électromagnétique, le photon, est de masse nulle. Cependant, des chercheurs espagnols ont récemment montré que – un peu de la même manière qu'une fibre optique peut transporter la lumière avec peu de pertes – un cylindre composé d'un matériau supraconducteur (cobalt-fer hautement magnétique dans le cas présent) peut transporter des champs magnétiques sur une distance plus longue (c'est-à-dire diminuer leur perte d'intensité selon la distance).

## Manifestations du champ magnétique
En physique classique, les champs magnétiques sont issus de courants électriques. Au niveau microscopique, un électron en « orbite » autour d'un noyau atomique peut être vu comme une minuscule boucle de courant, générant un faible champ magnétique et se comportant comme un dipôle magnétique. Selon les propriétés des matériaux, ces structures magnétiques microscopiques vont donner lieu à essentiellement trois types de phénomènes :
- dans certains cas, les champs produits par des électrons d'atomes voisins présentent une certaine tendance à s'aligner les uns par rapport aux autres. Un champ magnétique macroscopique, c'est-à-dire une aimantation spontanée, est alors susceptible d'apparaître. C'est le phénomène de ferromagnétisme, expliquant l'existence d'aimants permanents. Il est possible de détruire le champ magnétique d'un aimant en le chauffant au-delà d'une certaine température. L'agitation thermique générée par le chauffage brise les interactions entre atomes proches qui étaient responsables de l'alignement des champs magnétiques atomiques. En pratique, le phénomène de ferromagnétisme disparaît au-delà d'une certaine température appelée température de Curie. Elle est de 770 °C pour le fer ;
- en l'absence de ferromagnétisme, ou à une température trop élevée pour que celui-ci apparaisse, la présence d'un champ magnétique externe peut amener les champs microscopiques à s'aligner dans le sens du champ. Ce phénomène est appelé paramagnétisme. La transition entre l'état ferromagnétique et l'état paramagnétique se fait par l'intermédiaire d'une transition de phase dite de second ordre (c'est-à-dire que l'aimantation tend continûment vers 0 à mesure que la température approche la température de Curie, mais que sa dérivée par rapport à la température diverge à la transition). Le premier modèle mathématique permettant de reproduire un tel comportement s'appelle le modèle d'Ising, dont la résolution, considérée comme un tour de force mathématique, a été effectuée par le prix Nobel de chimie Lars Onsager en 1944 ;
- à l'inverse, certains matériaux tendent à réagir en alignant leurs champs magnétiques microscopiques de façon antiparallèle avec le champ, c'est-à-dire s'efforçant de diminuer le champ magnétique imposé de l'extérieur. Un tel phénomène est appelé diamagnétisme.

### Courants électriques

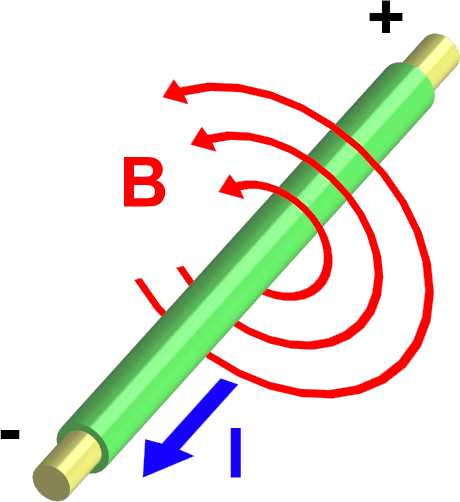
Un courant électrique, d'intensité, parcourant un fil crée un champ d'induction magnétique autour de celui-ci.

Tout courant électrique, alternatif ou continu, engendre un champ magnétique, ce qu'a montré l'expérience historique de Hans Christian Ørsted pour le courant continu.
La présence d'un courant permet donc d'influencer localement le champ magnétique, c'est le principe des électroaimants. Ce champ magnétique est d'autant plus intense que le courant l'est. Réciproquement, un champ magnétique variable est susceptible de générer un courant électrique. C'est le principe de l'induction magnétique qu'utilisent toutes les machines électriques.

### Champs magnétiques des planètes

Schéma du champ magnétique terrestre.

La Terre, comme la plupart des planètes du Système solaire, possède un champ magnétique. Ce champ magnétique terrestre – qui protège la Terre en déviant les particules chargées issues du Soleil dans une région appelée magnétosphère – est principalement d'origine interne. On suppose qu'il est issu d'effets de convection de la matière située dans le noyau externe de la Terre, principalement composé de fer et d'un peu de nickel liquide. En particulier, des courants (bien que très faibles), parcourant le noyau induiraient ce champ magnétique, par un processus appelé effet dynamo.
La valeur moyenne du champ magnétique terrestre est d'environ 0,5 gauss (soit 5 × 10−5 T). Le champ magnétique terrestre fluctue au cours du temps : sa direction et son intensité ne sont pas constantes. De plus, il n'est pas homogène en tout point du globe.

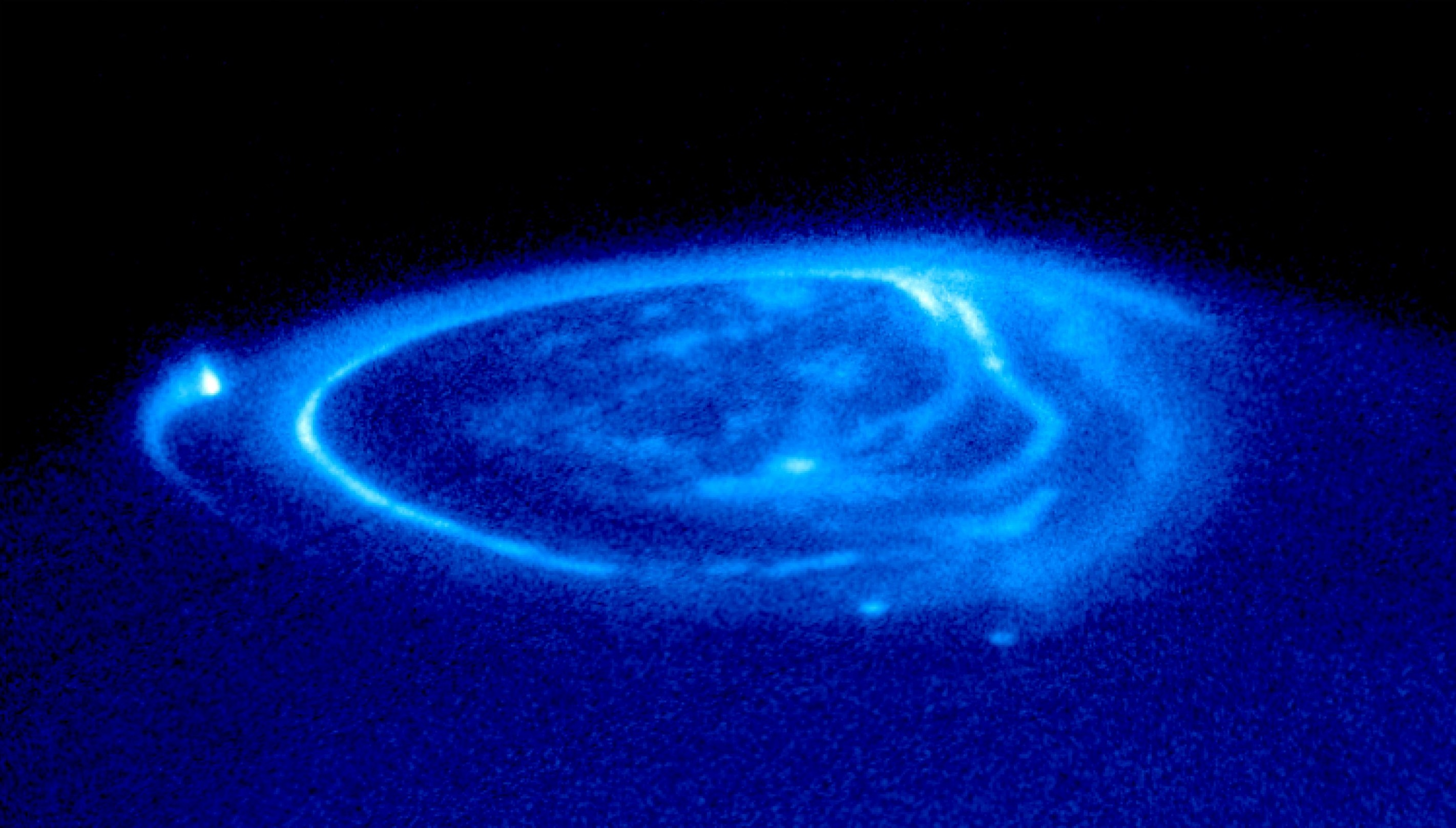
Aurores au pôle de Jupiter.

En particulier, les champs magnétiques des planètes Jupiter et Saturne, les plus intenses après celui du Soleil sont actuellement beaucoup étudiés afin notamment de comprendre le décalage entre l'orientation du champ magnétique et l'axe de rotation de la planète, ainsi que ses variations. La mesure du champ magnétique de Saturne est l'un des objectifs de la mission Cassini-Huygens, tandis que celui de Jupiter est en cours d'étude par la sonde JUNO. L'origine de ces champs est supposée liée aux mouvements du noyau d'hydrogène métallique qu'elles abritent.

Au niveau des pôles magnétiques de ces planètes, le champ a tendance à guider les particules chargées, issues par exemple du vent solaire. Celles-ci, très énergétiques, interagissent parfois avec l'atmosphère de la planète : c'est ce que l'on peut observer sous la forme des aurores polaires.

### Monopôles magnétiques
Une des différences fondamentales entre le champ électrique et le champ magnétique est que l'on observe dans la nature des particules possédant une charge électrique, alors que l'on n'observe ni particule ni objet possédant une charge magnétique. En pratique, cela se traduit par l'absence de configurations possédant un champ magnétique purement radial, ce qui mathématiquement correspond au fait que le champ magnétique est de divergence nulle.
En particulier, tout aimant possède un pôle nord et un pôle sud magnétique. Si l'on casse cet aimant en deux, on se retrouve avec deux aimants ayant chacun un pôle nord et un pôle sud magnétique. Mathématiquement, cette propriété se traduit par le fait que la divergence du champ magnétique est nulle, propriété formalisée par l'une des équations de Maxwell. Des objets hypothétiques ne possédant qu'un seul pôle magnétique sont appelés monopôles magnétiques.
L'existence de monopôles magnétiques n'a pour l'heure pas été prouvée. D'un point de vue physique, rien n'interdit cependant leur existence. Dans cette hypothèse, l'électrodynamique quantique prédit certaines de leurs propriétés, à savoir que la charge électrique et la charge magnétique sont deux entités nécessairement discrètes, dont le produit de la plus petite valeur positive est égal au produit d'un nombre entier par la constante de Planck réduite. On parle dans ce cas de monopôles de Dirac, nommés en l'honneur du physicien anglais Paul Dirac qui a prouvé cette propriété de discrétisation.
Dans la théorie de Yang-Mills, on fait intervenir un monopôle de 't Hooft-Polyakov (en).

### Origine relativiste
En 1905, Albert Einstein montra comment le champ magnétique apparaît comme un des aspects relativistes du champ électrique, plus précisément dans le cadre de la relativité restreinte.
Il se présente comme le résultat de la transformation lorentzienne d'un champ électrique d'un premier référentiel à un second en mouvement relatif.
Lorsqu'une charge électrique se déplace, le champ électrique engendré par cette charge n'est plus perçu par un observateur au repos comme à symétrie sphérique, à cause de la dilatation du temps prédite par la relativité. On doit alors employer les transformations de Lorentz pour calculer l'effet de cette charge sur l'observateur, qui donne une composante du champ qui n'agit que sur les charges se déplaçant : ce que l'on appelle « champ magnétique ».
On peut ainsi décrire les champs magnétique et électrique comme deux aspects d'un même objet physique, représenté en théorie de la relativité restreinte par un tenseur de rang 2, ou de manière équivalente par un bivecteur.

## Champ magnétique, excitation magnétique et aimantation

### Définitions
Le champ {\displaystyle {\boldsymbol {B}}} peut être calculé dans le cas général en résolvant les équations de la magnétostatique qu'on peut écrire
{\displaystyle {\boldsymbol {\nabla }}\cdot {\boldsymbol {B}}=0}
{\displaystyle {\boldsymbol {\nabla }}\wedge {\boldsymbol {B}}=\mu _{0}{\boldsymbol {j}}}
où {\displaystyle \mu _{0}} est une constante fondamentale appelée perméabilité magnétique du vide, et {\displaystyle {\boldsymbol {j}}} représente la densité de courant électrique.
Toutefois, et particulièrement dans le cas de l'étude des matériaux magnétiques, il est intéressant de décomposer phénoménologiquement la densité de courant {\displaystyle {\boldsymbol {j}}} en deux composantes :
- celle correspondant à proprement parler au courant électrique circulant dans le matériau, c'est-à-dire au déplacement des charges électriques libres, appelé aussi densité de courant de conduction, notée {\displaystyle {\boldsymbol {j}}_{c}} ;
- celle correspondant à une densité de courant microscopique dite d'aimantation (appelée parfois aussi courant lié) découlant du mouvement des électrons dans leurs orbites atomiques, notée {\displaystyle {\boldsymbol {j}}_{m}}[g].

Il est alors possible d'introduire le vecteur aimantation {\displaystyle {\boldsymbol {M}}} tel que {\displaystyle {\boldsymbol {j}}_{m}=\nabla \wedge {\boldsymbol {M}}}, les équations précédentes deviennent :
{\displaystyle {\boldsymbol {\nabla }}\cdot {\boldsymbol {B}}=0}
{\displaystyle {\boldsymbol {\nabla }}\wedge {\boldsymbol {B}}=\mu _{0}({\boldsymbol {j}}_{c}+\nabla \wedge {\boldsymbol {M}})}
Les deux sources du champ (courant de conduction et aimantation) doivent être connues pour pouvoir résoudre le système ci-dessus. Ce n'est pas toujours le cas en pratique car l'aimantation dépend souvent du champ et cette dépendance n'est pas toujours facile à modéliser.

Il est souvent commode pour résoudre les équations ci-dessus de définir un champ auxiliaire {\displaystyle {\boldsymbol {H}}} par
{\displaystyle {\boldsymbol {B}}=\mu _{0}\left({\boldsymbol {H}}+{\boldsymbol {M}}\right)} (autrement dit {\displaystyle {\boldsymbol {H}}={\boldsymbol {B}}/\mu _{0}-{\boldsymbol {M}}}) qui est solution des équations
{\displaystyle {\boldsymbol {\nabla }}\cdot {\boldsymbol {H}}=-\nabla \cdot {\boldsymbol {M}}}
{\displaystyle {\boldsymbol {\nabla }}\wedge {\boldsymbol {H}}={\boldsymbol {j}}_{c}}
Ce champ {\displaystyle {\boldsymbol {H}}} est communément appelé excitation magnétique, mais parfois aussi champ magnétique, auquel cas le champ {\displaystyle {\boldsymbol {B}}} sera appelé induction magnétique ou densité de flux magnétique. L'unité du champ {\displaystyle {\boldsymbol {H}}} est l'ampère par mètre.
Le champ {\displaystyle {\boldsymbol {H}}} s'avère pratique notamment dans deux situations.
D'une part, lorsque {\displaystyle {\boldsymbol {\nabla }}\cdot {\boldsymbol {M}}=0}, {\displaystyle {\boldsymbol {H}}} découle simplement de
{\displaystyle {\boldsymbol {\nabla }}\cdot {\boldsymbol {H}}=0}
{\displaystyle {\boldsymbol {\nabla }}\wedge {\boldsymbol {H}}={\boldsymbol {j}}_{c}}
On peut ainsi interpréter {\displaystyle {\boldsymbol {H}}} comme étant le champ produit par le courant électrique. L'équation {\displaystyle {\boldsymbol {B}}=\mu _{0}\left({\boldsymbol {H}}+{\boldsymbol {M}}\right)} montre que l'aimantation agit alors simplement comme une contribution supplémentaire à {\displaystyle {\boldsymbol {B}}}. Cette situation se rencontre notamment lorsqu'on aimante un matériau façonné en forme de tore à l'aide d'un bobinage enroulé autour de lui. Le champ {\displaystyle {\boldsymbol {B}}} produit par le bobinage affecte l'aimantation du matériau, ce qui justifie le nom du champ d’excitation magnétique donné à {\displaystyle {\boldsymbol {H}}}.
D'autre part, lorsque le champ est produit exclusivement par de la matière magnétique (des aimants), on a {\displaystyle {\boldsymbol {j}}_{c}={\boldsymbol {0}}} et {\displaystyle {\boldsymbol {H}}} découle de
{\displaystyle \nabla \cdot {\boldsymbol {H}}=-\nabla \cdot {\boldsymbol {M}}}
{\displaystyle {\boldsymbol {\nabla }}\wedge {\boldsymbol {H}}={\boldsymbol {0}}}
Par analogie avec l'électrostatique, le terme {\displaystyle -\nabla \cdot {\boldsymbol {M}}} est appelé densité de charge magnétique. En pratique, la charge magnétique se trouve souvent sous forme de charge surfacique localisée sur les surfaces de l'aimant. Cette charge surfacique découle des discontinuités de la composante de {\displaystyle {\boldsymbol {M}}} normale à la surface, où {\displaystyle -\nabla \cdot {\boldsymbol {M}}} est localement infini. Les surfaces ainsi chargées sont appelées pôles de l'aimant. La surface chargée positivement est le pôle nord, celle chargée négativement est le pôle sud. Le système d'équations ci-dessus exprime le fait que le champ magnétique est engendré par les pôles des aimants. Ce système peut être résolu numériquement en faisant dériver {\displaystyle {\boldsymbol {H}}} d'un potentiel scalaire, alors qu'un potentiel vecteur serait nécessaire pour {\displaystyle {\boldsymbol {B}}}, ce qui vaut à {\displaystyle {\boldsymbol {H}}} la faveur des analystes numériques.
Il faut remarquer qu'à la différence des charges électriques, les charges magnétiques ne peuvent être isolées. Le théorème de flux-divergence montre en effet que la charge magnétique totale d'un échantillon de matière est nulle. Un aimant a donc toujours autant de charge positive (pôle nord) que négative (pôle sud).
Dans le cas général où il y a à la fois des courants et des charges magnétiques, on peut décomposer {\displaystyle {\boldsymbol {H}}} en une contribution engendrée par les courants et une contribution engendrée par les charges. Ces deux contributions sont calculées séparément. Une situation courante en physique expérimentale est celle où on utilise une bobine pour appliquer un champ sur un échantillon de matière. Dans ce cas le champ créé par la bobine est appelé champ appliqué et il est souvent connu à l'avance (il a été calculé par le fabricant de la bobine). Le champ total est alors donné par :
{\displaystyle {\boldsymbol {H}}={\boldsymbol {H}}_{0}+{\boldsymbol {H}}_{m}}
{\displaystyle {\boldsymbol {\nabla }}\cdot {\boldsymbol {H}}_{m}=-\nabla \cdot {\boldsymbol {M}}}
{\displaystyle {\boldsymbol {\nabla }}\wedge {\boldsymbol {H}}_{m}={\boldsymbol {0}}}
où {\displaystyle {\boldsymbol {H}}_{0}} est le champ appliqué et {\displaystyle {\boldsymbol {H}}_{m}} le champ créé par l'échantillon. Ce dernier est souvent appelé champ démagnétisant. Son calcul se ramène au cas où il n'y a pas de courant.

### Différence entreBetH

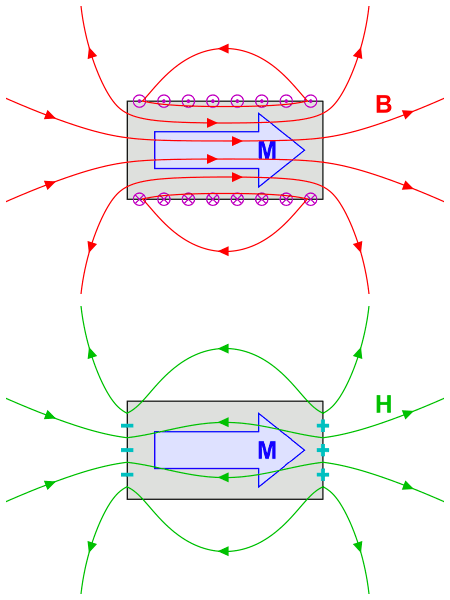
Champs magnétiques et créés par un barreau uniformément aimanté. L'aimantation est en bleu. En haut : les courants liés (en mauve) créent un champ (en rouge) similaire au champ créé par une bobine. En bas : les charges magnétiques (c’est-à-dire les pôles de l'aimant, en cyan) créent un champ (en vert) similaire au champ électrique dans un condensateur plan. Les champs et sont identiques à l'extérieur de l'aimant mais diffèrent à l'intérieur.

On peut remarquer d'abord que ces deux champs s'expriment dans des unités différentes :
- {\displaystyle {\boldsymbol {B}}} s'exprime en tesla (T) ;
- {\displaystyle {\boldsymbol {H}}} s'exprime en ampères par mètre (A m−1), tout comme {\displaystyle {\boldsymbol {M}}}.

Cette différence traduit le fait que {\displaystyle {\boldsymbol {B}}} est défini par ses effets (force de Laplace) alors que {\displaystyle {\boldsymbol {H}}} est défini par la façon de le créer avec des courants {\displaystyle \nabla \wedge {\boldsymbol {H}}={\boldsymbol {j}}_{c}}.
Dans le vide, puisque {\displaystyle {\boldsymbol {M}}=0}, on a
{\displaystyle {\boldsymbol {B}}=\mu _{0}{\boldsymbol {H}}}
On peut alors interpréter la multiplication par {\displaystyle \mu _{0}} comme un simple changement d'unités et considérer que les deux champs sont identiques. L'ambiguïté qui découle du fait que l'un comme l'autre est parfois appelé champ magnétique est alors sans conséquence. En pratique, beaucoup de matériaux, dont l'air, sont très faiblement magnétiques ({\displaystyle {\boldsymbol {M}}\ll {\boldsymbol {H}}}) et l'équation ci-dessus reste une très bonne approximation.
Cependant, dans les matériaux ferromagnétiques, notamment les aimants, l'aimantation ne peut être négligée. Il est important alors de distinguer les champs {\displaystyle {\boldsymbol {B}}} et {\displaystyle {\boldsymbol {H}}} à l'intérieur du matériau, bien qu'ils restent identiques à l'extérieur. Dans le cas d'un aimant barreau par exemple, les deux champs sont globalement orientés du pôle nord vers le pôle sud à l'extérieur de l'aimant. Cependant, à l'intérieur de celui-ci le champ {\displaystyle {\boldsymbol {H}}} est globalement orienté du nord vers le sud (opposé à {\displaystyle {\boldsymbol {M}}}, d'où le nom de champ démagnétisant) alors que {\displaystyle {\boldsymbol {B}}} va du sud vers le nord.
On peut remarquer que les lignes du champ {\displaystyle {\boldsymbol {B}}} bouclent sur elles-mêmes, ce qui est une conséquence de {\displaystyle {\boldsymbol {\nabla }}\cdot {\boldsymbol {B}}=0}, alors que les lignes de {\displaystyle {\boldsymbol {H}}} ont toutes comme point de départ le pôle nord et comme point d'arrivée le pôle sud.

## Visualisation du champ magnétique

### Lignes de champ

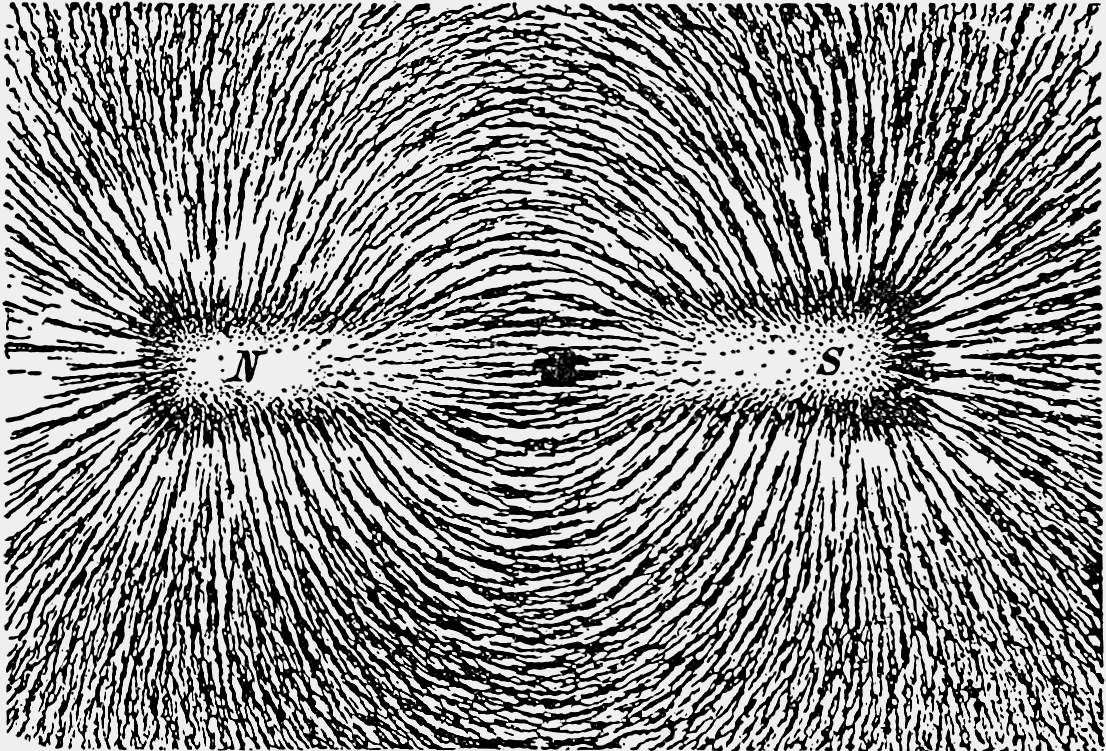
Mise en évidence de lignes de champ magnétique par des brindilles d'acier et de la limaille.

Par définition, les lignes de champ du champ magnétique sont l'ensemble des courbes « en tout point » tangentes à {\displaystyle {\boldsymbol {B}}}.
Ces lignes relient les pôles magnétiques, et par convention sont orientées de sorte que les lignes de champ d'un aimant entrent par le sud et ressortent par le nord. Leur expression locale est telle que :
{\displaystyle {\vec {B}}\wedge \mathrm {d} {\vec {\ell }}={\vec {0}}}
où {\displaystyle \mathrm {d} {\vec {\ell }}}, de coordonnées ({\displaystyle \mathrm {d} x}, {\displaystyle \mathrm {d} y}, {\displaystyle \mathrm {d} z}), est un vecteur infinitésimal de déplacement.
Une équation paramétrique décrivant les lignes de champ se déduit de la formule ci-dessus en choisissant une variable d'intégration (par exemple {\displaystyle x} si la composante {\displaystyle B_{x}} est non nulle) et en intégrant les équations, qui en coordonnées cartésiennes donnent
{\displaystyle {\frac {\mathrm {d} y}{\mathrm {d} x}}={\frac {B_{y}}{B_{x}}}}
et {\displaystyle {\frac {\mathrm {d} z}{\mathrm {d} x}}={\frac {B_{z}}{B_{x}}}}.
Les lignes de champ permettent de visualiser qualitativement les forces magnétiques. Dans les substances ferromagnétiques comme le fer ou les plasmas, on peut visualiser ces forces en imaginant qu'il y a une tension le long des lignes de champ (qui agissent un peu comme un élastique), et au contraire une pression répulsive dans la direction perpendiculaire, qui tend à écarter ces lignes les unes des autres. Avec ceci en tête, on « voit » que les pôles magnétiques de signe contraires s'attirent, parce qu'ils sont directement reliés par de nombreuses lignes ; mais inversement on « voit » que les pôles de signes identiques se repoussent, parce que les lignes de champ qui en sont issues ne se rejoignent pas, mais les faisceaux s'écrasent l'un contre l'autre, ce qui engendre à la surface de contact une poussée répulsive entre les deux. Une description plus rigoureuse de cette visualisation fait appel au tenseur des contraintes de Maxwell.

### Observation
Lorsqu'on approche un aimant d'une poudre de fer, on observe des formes géométriques particulières. Le ferromagnétisme de la limaille de fer fait qu'elle s'aimante légèrement en présence du champ magnétique. Ainsi, la limaille s'orientera de sorte qu'on observera les lignes de champ magnétique.
La forme précise de ces lignes dépend de la forme de l'aimant.
Dans une bobine suffisamment longue, on observe et on montre que le champ magnétique est pratiquement uniforme à l'intérieur : les lignes de champ sont portées par des droites parallèles et de même écart, selon l'axe du solénoïde.

### Décomposition
Le champ magnétique étant de divergence nulle (on parle parfois de champ solénoïdal), il est possible de le décomposer en deux champs appelés champ toroïdal et champ poloïdal. Une telle décomposition est particulièrement appropriée dans les configurations de forme sphérique, et se trouve donc fréquemment utilisée en géophysique et en physique stellaire. Elle est également utilisée pour décrire la densité de flux magnétique qui règne dans un tokamak.

## Effets du champ magnétique

### Effets physiques

#### Force de Lorentz

La force de Lorentz.

Le champ magnétique influence les particules chargées au travers de la force de Lorentz.
En l'absence de champ électrique, l'expression de cette force est, pour une particule de charge {\displaystyle q} animée d'une vitesse {\displaystyle {\boldsymbol {v}}} :
{\displaystyle {\boldsymbol {F}}=q{\boldsymbol {v}}\wedge {\boldsymbol {B}}}
où ∧ représente le produit vectoriel, et où les quantités sont exprimées dans les unités du Système international.
On peut réécrire cette relation sous forme différentielle pour un fil, en introduisant le courant électrique :
{\displaystyle \mathrm {d} {\boldsymbol {F}}=I\mathrm {d} {\boldsymbol {\ell }}\wedge {\boldsymbol {B}}}
avec {\displaystyle I} l'intensité du courant électrique, {\displaystyle {\boldsymbol {B}}} le champ magnétique et {\displaystyle \mathrm {d} {\boldsymbol {l}}} une portion infinitésimale de fil, symbolisée par un vecteur tangent à celui-ci.
Cette expression se généralise aux distributions de courants bidimensionnelles (surfaces et courants surfaciques) aussi bien que tridimensionnelles (volumes et courants volumiques). On introduit dans ces cas la notion d'« élément de courant » {\displaystyle \mathrm {d} {\boldsymbol {C}}}, définie par :
- {\displaystyle \mathrm {d} {\boldsymbol {C}}={\boldsymbol {I}}\,\mathrm {d} \ell } pour un « fil », où {\displaystyle {\boldsymbol {I}}} est le courant linéique ;
- {\displaystyle \mathrm {d} {\boldsymbol {C}}={\boldsymbol {j}}_{s}\,\mathrm {d} S} pour une surface, où {\displaystyle {\boldsymbol {j}}_{s}} est le courant surfacique ;
- {\displaystyle \mathrm {d} {\boldsymbol {C}}={\boldsymbol {j}}\,\mathrm {d} \tau } pour un volume, où {\displaystyle {\boldsymbol {j}}} est le courant volumique.

On a ainsi une expression générale :
{\displaystyle \mathrm {d} {\boldsymbol {F}}={\rm {d}}{\boldsymbol {C}}\wedge {\boldsymbol {B}}}.

#### Force de Laplace
La force de Laplace est simplement un cas particulier de la force de Lorentz, pour un barreau homogène et conducteur, parcouru par un courant électrique et placé dans un champ magnétique.
Contrairement à la force de Lorentz, elle ne traite pas des particules constituantes du barreau, mais de l'effet macroscopique : si son expression est similaire, le sens physique des objets considérés diffère. En particulier, la force n'est pas toujours orthogonale à la vitesse.
L'expression de la force de Laplace est :
{\displaystyle \mathrm {d} {\boldsymbol {F}}=I\mathrm {d} {\boldsymbol {\ell }}\wedge {\boldsymbol {B}}},
où {\displaystyle I} est l'intensité du courant, {\displaystyle {\boldsymbol {B}}} le champ magnétique et {\displaystyle \mathrm {d} {\boldsymbol {\ell }}} un élément infinitésimal du barreau.

#### Supraconducteurs

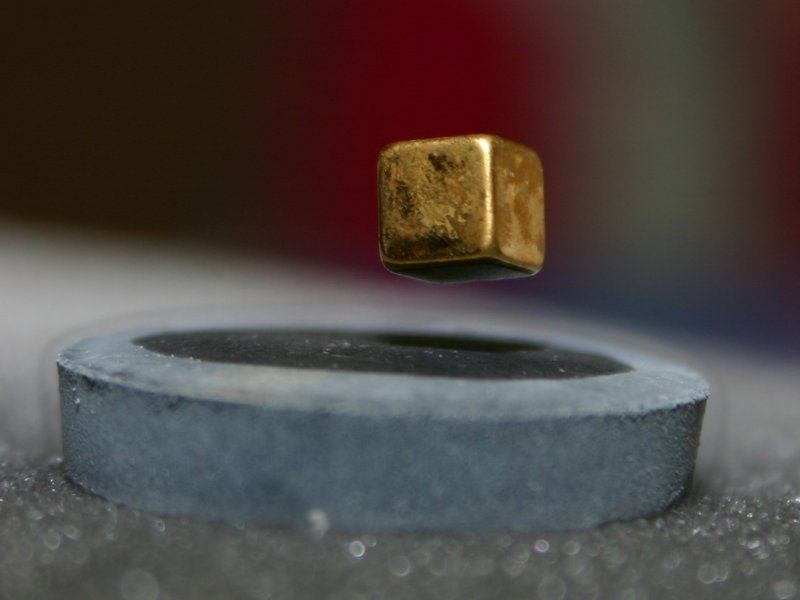
L'effet Meissner résulte de l'expulsion des champs magnétiques par un matériau supraconducteur.

Les matériaux supraconducteurs ont la propriété intéressante de ne pas pouvoir être pénétrés par un champ magnétique : on parle d'expulsion du champ magnétique. On observe ce phénomène par exemple au travers de l'effet Meissner.
Une des interprétations possibles consiste à fournir une masse aux photons, porteurs du champ magnétique, ce qui diminue la portée de ce champ à l'intérieur du matériau. Il est ainsi possible de faire des analogies avec des processus comme le mécanisme de Higgs, qui explique la masse des porteurs des interactions nucléaires.
On traduit cela par une expression particulière du potentiel vecteur.
Cet effet ne saurait par ailleurs être observé entre deux aimants : la lévitation statique serait alors interdite par le théorème d'Earnshaw.
Dans la théorie BCS, qui traite des supraconducteurs, on peut montrer que le potentiel vecteur est de la forme :
{\displaystyle {\boldsymbol {A}}(x)={\boldsymbol {A}}_{0}e^{-{\frac {x}{\lambda }}}},
ou {\displaystyle x} la profondeur de pénétration dans le supraconducteur et {\displaystyle \lambda } est la longueur de pénétration caractéristique, qui vaut
{\displaystyle \lambda ={\sqrt {\frac {m}{2\mu _{0}e^{2}\rho _{\rm {s}}}}}},
où {\displaystyle m} est la masse d'un électron, {\displaystyle e} la charge élémentaire et {\displaystyle \rho _{\rm {s}}} la densité superfluide du supraconducteur, supposée uniforme et constante. Ainsi, le potentiel vecteur — donc le champ magnétique — ne pénètre que sur une épaisseur de quelques {\displaystyle \lambda } à l'intérieur du matériau.
Si le champ magnétique environnant le matériau supraconducteur est trop intense, celui-ci ne peut expulser le champ dans sa totalité. Certaines régions du matériau supraconducteur vont devenir non supraconductrices et canaliser le champ magnétique. Le supraconducteur a tendance à minimiser la taille de telles régions, qui prennent la forme de tubes alignés le long du champ magnétique. Ces régions sont appelées, pour des raisons évidentes, tubes de flux.
On peut noter une différence lorsque l'on parle de supraconducteur de type II : on ne retrouve pas parfaitement ce phénomène d'exclusion de champ magnétique, au moins sur une certaine profondeur (analogue à la longueur λ précédemment nommée). L'explication pour ce type de supraconducteur est liée au phénomène de vortex magnétique qui sont des structures tourbillonnantes dans lesquelles passent le flux magnétique. Comme le mouvement global de ces vortex tend à les expulser du centre du supraconducteur, on se retrouve avec densité élevée de vortex sur la bordure extérieure et donc une zone de courant critique. 

#### Induction, induction mutuelle et ondes

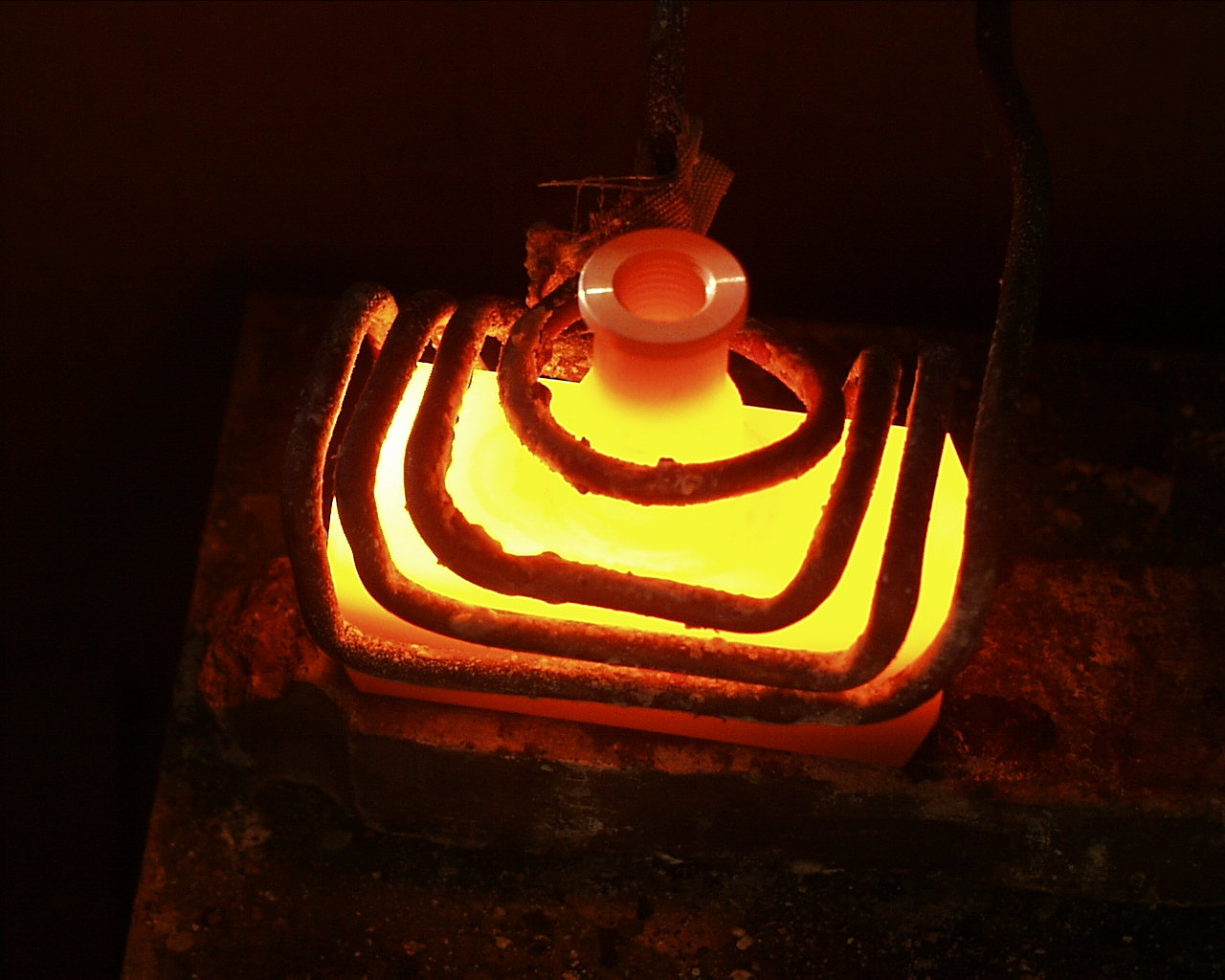
Chauffage par induction d'une bouteille en métal : la variation d'un champ magnétique induit des courants dans le corps de l'objet, qui échauffent celui-ci par effet Joule.

Le phénomène d'induction électromagnétique (ou, simplement, induction) a pour résultat la production d'une différence de potentiel aux bornes d'un conducteur électrique soumis à un champ électromagnétique variable. Cela s'exprime au travers de l'équation locale de Maxwell-Faraday :
{\displaystyle {\boldsymbol {\nabla }}\wedge {\boldsymbol {E}}=-{\frac {\partial {\boldsymbol {B}}}{\partial t}}},
{\displaystyle {\boldsymbol {E}}} étant le champ électrique, {\displaystyle {\boldsymbol {B}}} le champ magnétique.
Ce champ électrique peut à son tour engendrer un champ magnétique, propageant ainsi une onde électromagnétique.
Lorsqu'un matériau est placé dans un champ magnétique variant, il apparaît dans celui-ci un champ électrique (dont la circulation est appelée force électromotrice) qui génère à son tour des courants, appelés courants de Foucault. C'est d'une part le principe des alternateurs, qui produisent de l'électricité en déplaçant des aimants. C'est d'autre part le principe des chauffages et plaques à induction, car la dissipation par effet Joule de ces courants échauffe le métal.
Par ailleurs, deux systèmes magnétiques, comme des bobines, peuvent être couplés au travers du champ magnétique. On parle d'induction mutuelle (ou de mutuelle induction). Cet effet modifie le comportement individuel de chaque circuit.
On peut aborder cet effet par un modèle très simple : un conducteur ohmique de conductivité électrique {\displaystyle \gamma } est parcouru par un champ magnétique sinusoïdal, de grandeur {\displaystyle B_{0}} et de pulsation {\displaystyle \omega }. Ce champ {\displaystyle B} est, à tout instant {\displaystyle t}, donné par :
{\displaystyle B=B_{0}\sin \left(\omega t+\varphi \right)}.
Ce champ induit dans le conducteur, d'après la loi de Faraday, un champ électrique {\displaystyle {\boldsymbol {E}}} d'intensité {\displaystyle E} donnée par
{\displaystyle E=-\omega B_{0}\cos(\omega t+\varphi )}.
D'après la loi d'Ohm, il se dissipe donc une puissance moyenne volumique, par effet Joule :
{\displaystyle {\mathcal {P}}=\gamma \langle E^{2}\rangle ={\frac {\gamma \omega ^{2}B_{0}^{2}}{2}}}.

#### Effet Hall
Un conducteur, parcouru par un courant électrique selon une direction, soumis à un champ magnétique dirigé dans une seconde direction, présente une différence de potentiel selon une troisième direction. Ce phénomène est connu sous le nom d'effet Hall, en l'honneur du physicien américain Edwin Herbert Hall.
On peut expliquer cet effet au travers de la physique classique, en considérant que les porteurs de charge (par exemple les électrons) qui se déplacent dans le corps du conducteur sont soumis à la force de Lorentz, donc déviés, de sorte que leur répartition est différente d'une part et d'autre du conducteur — d'où la différence de potentiel. On peut l'expliquer de manière plus fondamentale du point de vue de la mécanique quantique.
Cet effet est à la base de nombreux dispositifs de mesure du champ magnétique et du courant électrique.

#### Magnétorésistance
En présence d'un champ magnétique, certains conducteurs voient leur résistance électrique varier. Cet effet est appelé magnétorésistance, et présente de nombreuses applications, par exemple dans les disques durs qui équipent les ordinateurs modernes.
Il n'existe pas à ce jour[Quand ?] d'explication définitive de tous les phénomènes de magnétorésistance, mais des théories distinctes qui régissent les principales manifestations de cet effet : la magnétorésistance classique, « géante », « colossale » et la magnétorésistance à effet tunnel.

#### Dipôles magnétiques

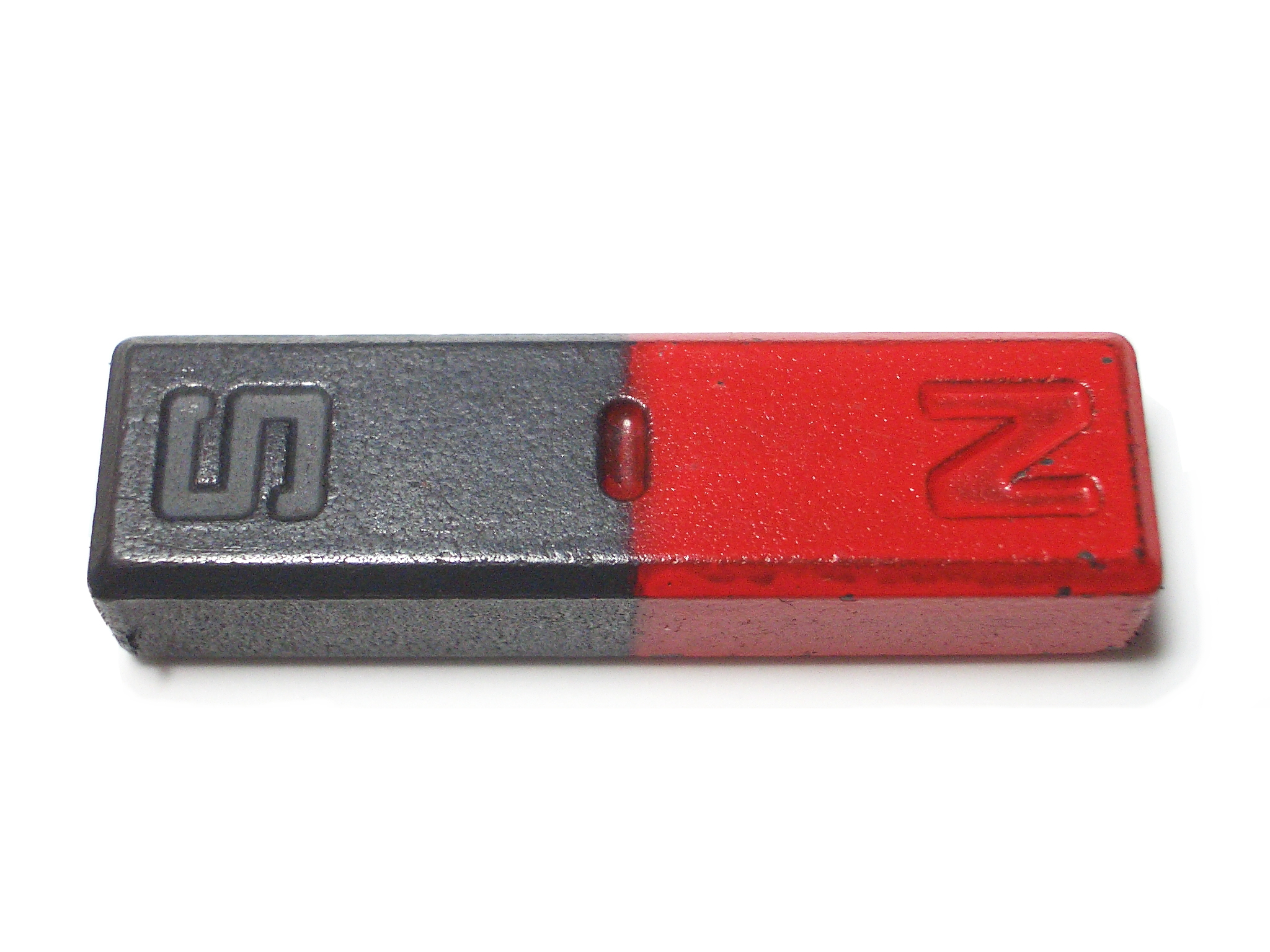
Un dipôle magnétique, caractérisé par son moment magnétique, est analogue à un aimant droit.

Parfois, on peut introduire la notion de moment magnétique, qui permet de travailler avec des dipôles.
En particulier, on utilise ce modèle au niveau microscopique, lorsqu'un ensemble de molécules ou de particules est parcouru par un courant. Pour une boucle ceinturant une surface orientée {\displaystyle {\boldsymbol {S}}} et parcourue par un courant {\displaystyle I}, on définit le moment magnétique {\displaystyle {\boldsymbol {M}}} par :
{\displaystyle {\boldsymbol {M}}=I{\boldsymbol {S}}}.
Ceci revient à assimiler l'objet à un aimant droit infiniment fin. On peut alors introduire une énergie potentielle dipolaire :
{\displaystyle E_{p}=-{\boldsymbol {M}}\cdot {\boldsymbol {B}}}.
Ainsi, elle est minimale lorsque le dipôle est aligné avec le champ. On montre de même que, dans une chaîne de dipôles, ils s'orientent tous dans une même direction pour minimiser leur énergie. Dans les cas (fréquents) où on ne sait pas modéliser la structure d'un dipôle magnétique par une boucle de courant, le moment magnétique est défini par la relation ci-dessus, c'est-à-dire par l'énergie qu'il faut fournir pour tourner un dipôle magnétique dans un champ magnétique donné.
Dans les matériaux, lorsqu'on considère des moments magnétiques de particules, le fait qu'ils s'orientent tous de la même manière ne peut être expliqué que d'un point de vue quantique (principe d'exclusion de Pauli et hamiltonien de Heisenberg).

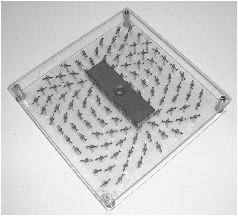
En présence d'un champ magnétique, le fer s'aimante à son tour et devient un dipôle. Il est alors soumis aux forces créées par un aimant droit et s'oriente selon les lignes de champ.

Dans le cadre d'un dipôle magnétique de moment {\displaystyle {\boldsymbol {M}}} soumis à un champ magnétique {\displaystyle {\boldsymbol {B}}}, lorsque le champ est homogène, le torseur des actions mécaniques se réduit au moment, car la résultante des forces est nulle. On a donc le couple :
{\displaystyle {\boldsymbol {\Gamma }}={\boldsymbol {M}}\wedge {\boldsymbol {B}}},
où {\displaystyle {\boldsymbol {\Gamma }}} est le moment résultant, {\displaystyle {\boldsymbol {M}}} le moment magnétique du dipôle et {\displaystyle {\boldsymbol {B}}} le champ magnétique.
Cela explique notamment l'effet d'un champ magnétique sur une boussole : il a tendance à aligner l'aiguille de celle-ci avec le champ.
Si en revanche le champ est non uniforme, alors le dipôle subit de plus une force, dont l'expression est :
{\displaystyle {\boldsymbol {F}}=\left({\boldsymbol {M}}\cdot {\boldsymbol {\nabla }}\right){\boldsymbol {B}}},
avec les mêmes notations que précédemment.
Cela explique notamment le fait que deux aimants s'attirent : cette force s'exerce sur le premier de sorte à l'approcher des champs plus intenses, donc plus près de l'autre aimant. En supposant cette fois que les pôles sont ponctuels, alors l'intensité de la force F s'exerçant d'un pôle sur l'autre est donnée par :
{\displaystyle F={\frac {\mu g_{1}g_{2}}{4\pi r^{2}}}},
où {\displaystyle g_{1}} et {\displaystyle g_{2}} représentent l'intensité de ces pôles (en A m si elles sont exprimées dans le Système international d'unités), {\displaystyle \mu } la perméabilité magnétique du milieu, et {\displaystyle r} la distance entre les pôles.

### Effets géologiques
Certaines roches sont riches en matériaux ferromagnétiques, qui sont sensibles au champ magnétique. En particulier, ils perdent leurs propriétés magnétiques au-delà d'une certaine température, dite température de Curie.
Les roches basaltiques issues par exemple des volcans ou des rifts océaniques, sont chauffées au-delà de cette température dans le magma. Lorsqu'elles refroidissent, elles regagnent leurs propriétés magnétiques, et figent l'orientation du champ magnétique terrestre. On observe cet effet au travers des anomalies magnétiques des roches. C'est par l'analyse de ces roches que l'on a observé les inversions du champ terrestre,.
Il existe également des roches, comme l'hématite, dont les propriétés magnétiques sont telles qu'on observe les variations de champ au cours de leur formation. L'étude de ces roches est également un élément déterminant qui appuie la tectonique des plaques.

### Effets biologiques

#### Effet des champs magnétostatiques
Les différentes espèces connues ne sont pas identiquement sensibles aux champs électromagnétiques. Les données concernant les êtres humains sont encore sporadiques. Les champs statiques inférieurs à 8 teslas n'ont vraisemblablement pas d'effets physiologiques notables, si ce n'est l'apparition chez certaines personnes de phosphènes lorsqu'ils sont exposés à des champs de plus de 4 T. L'organisation mondiale de la santé mène encore aujourd'hui des études sur les risques potentiels.
Des champs continus aussi intenses sont relativement difficiles à obtenir en dehors des laboratoires spécialisés, les applications courantes impliquant généralement des champs inférieurs au tesla.
Les recherches actuelles s'orientent davantage sur les champs non ionisants de très basse fréquence (EMF : extremely low frequency), qui ne sont pas statiques, mais semblent agir sur les systèmes biologiques ou parfois provoquer des cancers.

#### Effet des champs magnétiques pulsés
Les champs pulsés, que l'on peut créer beaucoup plus intenses, provoquent de plus par induction un rayonnement électromagnétique. Celui-ci peut interagir avec les systèmes biologiques, et son effet dépend de la radiorésistance des espèces exposées. Notamment, selon la fréquence, de tels champs peuvent provoquer des radiations ionisantes : ultraviolets, rayons X ou gamma. Ceux-ci sont dangereux pour la santé, et provoquent en particulier la brûlure des tissus.
Récemment, des médecines alternatives faisant intervenir des champs magnétiques faibles pulsés prétendent limiter les cancers ou la sclérose en plaques. Si de tels champs ne semblent pas dangereux, aucune étude scientifique sérieuse n'appuie à ce jour[Quand ?] ces allégations,. En revanche, les champs magnétiques pulsés peuvent influencer l'équilibre et semblent diminuer les symptômes du trouble bipolaire.
Les effets, principalement liés à l'induction dans les nerfs, permettent ainsi via la stimulation magnétique transcranienne, le diagnostic de pathologies neurologiques.
Depuis une dizaine d'années, les champs magnétiques pulsés sont utilisés par certains centres anti-douleur dans des hôpitaux en France (notamment au CHU de Grenoble, au Centre Hospitalier de Perpignan, de Soissons ou encore de Valence) pour soigner les maladies de Parkinson[source secondaire nécessaire] ou d'Alzheimer[source secondaire nécessaire].

## Énergie magnétique
La présence d'un champ magnétique implique globalement une énergie, dite « énergie magnétique ». Elle s'exprime par :
{\displaystyle {\mathcal {E}}_{B}=\int {\frac {|{\boldsymbol {B}}({\boldsymbol {x}})|^{2}}{2\mu }}\,{\rm {d}}{\boldsymbol {x}}},
avec {\displaystyle \left|{\boldsymbol {B}}\right|} la norme du champ magnétique et {\displaystyle \mu } la perméabilité magnétique en chacun des points considérés.
En pratique, on définit une énergie volumique, appelée dans ce contexte pression magnétique :
{\displaystyle e_{B}={\frac {\left|{\boldsymbol {B}}\right|^{2}}{2\mu }}}.

## Calcul du champ magnétique

### Propriétés mathématiques

#### Symétries
En tant que champ pseudovectoriel, le champ magnétique a un comportement particulier par rapport aux symétries. En effet, contrairement au champ (vectoriel) électrique, les champs magnétiques ne suivent pas la symétrie de leurs sources. On parle ainsi de vecteur « axial » ou de « pseudovecteur ».
Par exemple, pour une spire circulaire parcourue par un courant :
- un plan de symétrie {\displaystyle {\boldsymbol {\Pi }}^{+}} est celui qui contient la spire ;
- un plan d'antisymétrie {\displaystyle {\boldsymbol {\Pi }}^{-}} est tout plan passant par le centre de la spire et orthogonal au premier plan.

Respectivement, {\displaystyle {\boldsymbol {\Pi }}^{+}} et {\displaystyle {\boldsymbol {\Pi }}^{-}} sont un plan d'antisymétrie et de symétrie pour le champ magnétique.

### Calcul du champ
Le calcul du champ magnétique créé par un système demande de résoudre des équations différentielles assez complexes. Il existe pour cela une multitude de méthodes numériques comme la méthode des éléments finis, la méthode des différences finies et la méthode des volumes finis pour ne citer que les méthodes les plus répandues. Toutefois, il est possible de calculer analytiquement le champ magnétique dans certains cas simples. Sauf mention contraire, les expressions données pour le calcul du champ magnétique sont exprimées dans les unités SI. Cela explique notamment le facteur {\displaystyle {\frac {1}{4\pi }}} qui est le ratio entre un stéradian et un angle solide complet.

#### Théorème d'Ampère
À partir des observations révélant un lien entre courants électriques et champ magnétique, André-Marie Ampère énonça une loi d'abord phénoménologique, qui décrivait l'effet observé. Démontrée depuis, dans le cadre plus général de l'électromagnétisme, cette relation est devenue le théorème d'Ampère. Elle n'est valable, en toute rigueur, que dans les cas magnétostatiques.
La formulation originelle de ce théorème est la suivante :
{\displaystyle \oint _{C}{\boldsymbol {B}}\cdot \mathrm {d} {\boldsymbol {\ell }}=\mu _{0}I},
{\displaystyle {\boldsymbol {B}}} étant le champ magnétique, {\displaystyle C} une courbe fermée et orientée et {\displaystyle I} l'intensité qui traverse une surface délimitée par {\displaystyle C}.
Cette équation peut être écrite localement, on a alors :
{\displaystyle {\boldsymbol {\nabla }}\wedge {\boldsymbol {B}}=\mu _{0}{\boldsymbol {j}}}
où {\displaystyle \mu _{0}} est la perméabilité magnétique du vide, et {\displaystyle {\boldsymbol {j}}} le vecteur densité de courant.
Cette relation étant mise en défaut dans le cas de champs d'induction magnétique ou champs électriques dépendant du temps, Maxwell introduisit en 1861 les « courants de déplacement », dont la variation corrigeait cette relation : c'est l'équation locale de Maxwell-Ampère. On peut l'écrire localement sous la forme :
{\displaystyle {\boldsymbol {\nabla }}\wedge {\boldsymbol {B}}=\mu _{0}{\boldsymbol {j}}+\mu _{0}\epsilon _{0}{\frac {\partial {\boldsymbol {E}}}{\partial t}}},
{\displaystyle {\boldsymbol {E}}} étant le champ électrique et {\displaystyle \epsilon _{0}} la permittivité diélectrique du vide.
On peut a posteriori réécrire cette loi sous forme intégrale, également appelée théorème d'Ampère :
{\displaystyle \oint _{C}{\boldsymbol {B}}\cdot \mathrm {d} {\boldsymbol {\ell }}=\mu _{0}(I+I_{\rm {D}})},
avec
{\displaystyle I_{\rm {D}}=\epsilon _{0}\int _{S}{\frac {\partial {\boldsymbol {E}}}{\partial t}}\cdot {\rm {d}}{\boldsymbol {S}}},
où {\displaystyle S} est la surface délimitée par le contour {\displaystyle C}.
Ceci se comprend aisément grâce au théorème de Stokes : {\displaystyle \int _{S}({\boldsymbol {\nabla }}\wedge {\boldsymbol {B}})\cdot {\rm {d}}{\boldsymbol {S}}=\oint _{C}{\boldsymbol {B}}\cdot {\rm {d}}{\boldsymbol {\ell }}}.

#### Loi de Biot-Savart locale
La loi de Biot-Savart permet de donner l'expression du champ magnétique dans un milieu de perméabilité magnétique isotrope et homogène.
Le champ {\displaystyle {\boldsymbol {B}}} engendré en un point de coordonnées {\displaystyle {\boldsymbol {r}}} par une charge {\displaystyle q} en mouvement, située en un point {\displaystyle {\boldsymbol {r}}^{\prime }} et se déplaçant à la vitesse {\displaystyle {\boldsymbol {v}}}, est donné par la relation suivante :
{\displaystyle {\boldsymbol {B}}\left({\boldsymbol {r}}\right)={\frac {\mu }{4\pi }}\;{\frac {q{\boldsymbol {v}}\wedge \left({\boldsymbol {r}}-{\boldsymbol {r}}^{\prime }\right)}{\left|{\boldsymbol {r}}-{\boldsymbol {r}}^{\prime }\right|^{3}}}}.

#### Loi de Biot-Savart intégrale
Si on a affaire à une distribution de courants, qui est connue en tout point, alors on peut intégrer la relation locale.
Avec les notations précédentes, cela donne :
{\displaystyle {\boldsymbol {B}}({\boldsymbol {r}})={\frac {\mu }{4\pi }}\;\int {\frac {{\boldsymbol {j}}({\boldsymbol {r}}')\wedge ({\boldsymbol {r}}-{\boldsymbol {r}}')}{\left|{\boldsymbol {r}}-{\boldsymbol {r}}^{\prime }\right|^{3}}}\mathrm {d} {\boldsymbol {x}}}.

#### Potentiel vecteur
L'absence de monopôles magnétique implique que la divergence du champ magnétique est nulle :
{\displaystyle {\boldsymbol {\nabla }}\cdot {\boldsymbol {B}}=0}.
Ceci implique, d'après les théorèmes de l'analyse vectorielle, qu'il existe un champ vectoriel {\displaystyle {\boldsymbol {A}}}, dont le rotationnel est égal à {\displaystyle {\boldsymbol {B}}} :
{\displaystyle {\boldsymbol {B}}={\boldsymbol {\nabla }}\wedge {\boldsymbol {A}}}.
Un tel champ {\displaystyle {\boldsymbol {A}}} est appelé potentiel vecteur, par analogie au potentiel électrique, dit « potentiel scalaire », du champ électrique.
Ce potentiel n'est toutefois pas unique : il est défini à un gradient près. En effet, le rotationnel d'un gradient est identiquement nul, aussi le potentiel vecteur {\displaystyle {\boldsymbol {A}}^{\prime }} défini par :
{\displaystyle {\boldsymbol {A}}'={\boldsymbol {A}}+{\boldsymbol {\nabla }}\phi }
vérifie-t-il également la relation :
{\displaystyle {\boldsymbol {B}}={\boldsymbol {\nabla }}\wedge {\boldsymbol {A}}'}.
De façon quelque peu étrange, la quantité fondamentale n'est pas le champ magnétique mais le potentiel vecteur, alors que ce dernier ne peut être défini de façon univoque. Une telle situation est appelée en physique invariance de jauge : des phénomènes identiques, ici le champ {\displaystyle {\boldsymbol {B}}}, peuvent être engendrés par plusieurs configurations, appelées pour diverses raisons historiques « jauges » de l'objet fondamental, ici le champ {\displaystyle {\boldsymbol {A}}}.
D'un point de vue mathématique, l'invariance de jauge est la cause d'une loi fondamentale de l'électromagnétisme, la conservation de la charge électrique. Cette loi, expérimentalement vérifiée à une très grande précision implique en effet que l'objet fondamental apparaissant en électromagnétisme n'est ni le champ magnétique ni le champ électrique, mais le potentiel vecteur et le potentiel électrique.
Connaissant le champ {\displaystyle {\boldsymbol {A}}}, on peut facilement en déduire le champ {\displaystyle {\boldsymbol {B}}}. Le fait que le potentiel vecteur soit plus fondamental que le champ magnétique transparaît en mécanique quantique, où en présence de champ magnétique, c'est en fait le potentiel vecteur qui apparaît dans l'équation de Schrödinger, qui décrit l'évolution des particules élémentaires. L'illustration la plus manifeste de la prééminence du potentiel vecteur se trouve dans l'effet Aharonov-Bohm, où l'on est amené à considérer des configurations dans lesquelles le champ {\displaystyle {\boldsymbol {B}}} s'annule dans certaines régions alors que le potentiel vecteur {\displaystyle {\boldsymbol {A}}} n'est pas nul (mais de rotationnel nul) et influence explicitement le comportement des particules.
Il est d'ailleurs possible de calculer le potentiel vecteur {\displaystyle {\boldsymbol {A}}} directement à partir de la donnée des courants :
{\displaystyle {\boldsymbol {A}}({\boldsymbol {r}})={\frac {\mu }{4\pi }}\int {\frac {{\boldsymbol {j}}({\boldsymbol {r}}')}{\left|{\boldsymbol {r}}-{\boldsymbol {r}}^{\prime }\right|}}\mathrm {d} {\boldsymbol {r}}'} (où {\displaystyle \mathrm {d} {\boldsymbol {r}}^{\prime }=\mathrm {d} V}),
l'expression ci-dessus n'étant valable que lorsque les courants – donc les champs – ne dépendent pas du temps. En pratique, ces variations peuvent souvent être négligées tant que l'on n'étudie pas les ondes et leur propagation.
Dans ces derniers cas, il faut remplacer l'expression ci-dessus par une expression plus complexe, faisant appel au concept de potentiels retardés pour tenir compte du temps de propagation du champ magnétique.

## Applications

### Déviation de particules
On peut montrer qu'un champ magnétique affecte le déplacement de particules chargées, en infléchissant leur trajectoire. Il est ainsi utilisé pour courber leur trajectoire dans les accélérateurs de particules et, par exemple, exploiter le Rayonnement synchrotron résultant de cette déviation.
En effet, d'après la loi de Lorentz, la force {\displaystyle {\boldsymbol {F}}} qu'exerce un champ magnétique {\displaystyle {\boldsymbol {B}}} sur une particule de charge {\displaystyle q} se déplaçant à la vitesse {\displaystyle {\boldsymbol {v}}} est :
{\displaystyle {\boldsymbol {F}}=q{\boldsymbol {v}}\wedge {\boldsymbol {B}}}
Ainsi, cette force est toujours orthogonale à la vitesse, donc son travail {\displaystyle \delta W} exercé lors d'un déplacement infinitésimal {\displaystyle \mathrm {d} r} est nul :
{\displaystyle \delta W:={\boldsymbol {F}}\cdot {\rm {d}}{\boldsymbol {r}}=0}
Par conséquent, la norme de la vitesse n'est pas directement influencée par le champ magnétique. En revanche, cette force modifie la direction de celle-ci dès que vitesse et champ magnétique ne sont pas colinéaires. Cette accélération latérale va faire perdre de la vitesse (on parlera plutôt, dans le cas des accélérateurs de particules, d'Énergie étant donné le caractère relativiste du problème) à la particule chargée, en raison du Rayonnement synchrotron.

### Chambres à bulles

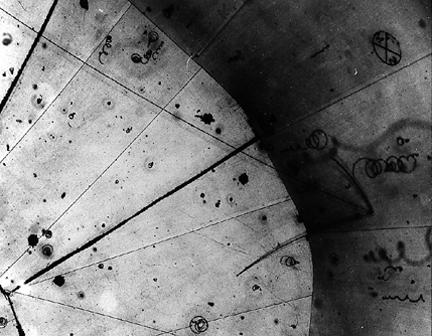
Photographie d'une chambre à bulles. Des trajectoires, on peut trouver les particules ayant interagi : ici, la première « photographie » d'un neutrino, le 13 novembre 1970.

Le champ magnétique dévie les particules chargées. Si, de plus, le milieu présente une certaine viscosité, alors ces particules décrivent des spirales, desquelles on peut déduire la charge électrique (le sens de l'enroulement) et la masse (au travers de la décélération) des particules.
C'est le principe des chambres à bulles, inventées au début du XXe siècle pour observer, en particulier, les constituants de la matière (protons, neutrons et électrons), les positrons et les neutrinos. On préfère cependant aujourd'hui, depuis leur invention dans les années 1970, utiliser les chambres à fils.
En pratique, il existe toujours un champ électrique, qui dévie les particules.
Une particule dans une chambre à bulles est idéalement soumise uniquement à la force magnétique et aux forces de frottement. Elle vérifie donc :
{\displaystyle m{\frac {\mathrm {d} {\boldsymbol {v}}}{\mathrm {d} t}}=q{\boldsymbol {v}}\wedge {\boldsymbol {B}}-\eta {\boldsymbol {v}}},
où {\displaystyle \eta } est le coefficient intervenant dans la force de frottement, colinéaire mais opposée à la vitesse. Cette équation peut se réécrire de façon équivalente :
{\displaystyle {\dot {\boldsymbol {v}}}-{\frac {q}{m}}{\boldsymbol {v}}\wedge {\boldsymbol {B}}+{\frac {\eta }{m}}{\boldsymbol {v}}={\boldsymbol {0}}}.

### Résonance magnétique: IRM et RMN

IRM encéphalique (coupe sagittale passant par la ligne médiane).

La résonance magnétique est un phénomène qui apparaît lorsque certains atomes sont placés dans un champ magnétique et reçoivent un rayonnement radio adapté.
En effet, les atomes dont le noyau est composé d'un nombre impair de constituants — en particulier l'hydrogène, dont le noyau se résume à un proton — présentent une sorte de moment magnétique, appelé moment magnétique de spin. Lorsqu'un noyau est placé dans un champ magnétique statique — mécanique quantique oblige — il ne peut être observé que dans deux états distincts. On peut toutefois faire basculer un noyau d'un état à l'autre en appliquant brièvement un champ magnétique oscillant de pulsation adaptée : on parle de résonance. Ce phénomène affectant le noyau d'un atome, on parle de résonance magnétique nucléaire.
Un noyau affecté retourne à l'équilibre par échange thermique avec son environnement. En parallèle, la valeur moyenne du moment magnétique est animée d'un mouvement de précession mesurable par induction. Le signal mesuré, en plus d'indiquer la présence du noyau, peut également informer sur son voisinage au sein d'une molécule. En effet, il se produit des couplages, qui influencent notamment sa fréquence. En RMN, on appelle ces écarts à un solvant de référence les « déplacements ».
L'imagerie par résonance magnétique nucléaire (IRM) est l'application de cet effet en imagerie médicale, permettant d'avoir une vue 2D ou 3D d'une partie du corps, notamment du cerveau.

### Transformateurs électriques

Modèle simplifié d'un transformateur électrique idéal.

Un transformateur électrique est un convertisseur, qui permet de modifier les valeurs de la tension et de l'intensité du courant délivrées par une source d'énergie électrique alternative en un système de tension et de courant de valeurs différentes, mais de même fréquence et de même forme. Il effectue cette transformation avec un excellent rendement. Il est analogue à un engrenage en mécanique (le couple sur chacune des roues dentées étant l'analogue de la tension et la vitesse de rotation étant l'analogue du courant).
Un transformateur est constitué de deux parties : le circuit magnétique et les enroulements. Les enroulements créent ou sont traversés par un flux magnétique que le circuit magnétique permet de canaliser afin de limiter les pertes. Dans le cas d'un transformateur monophasé parfait pour lequel toutes les pertes et les fuites de flux sont négligées, le rapport du nombre de spires primaires et secondaires détermine totalement le rapport de transformation du transformateur. Ainsi, si on note respectivement {\displaystyle n_{1}} et {\displaystyle n_{2}} le nombre de spires au primaire et au secondaire, on obtient :
{\displaystyle {\frac {U_{2}}{U_{1}}}={\frac {n_{2}}{n_{1}}}}
Avec {\displaystyle U_{1}} la tension primaire et {\displaystyle U_{2}} la tension secondaire.

### Moteurs électriques
Une machine électrique est un dispositif permettant la conversion d'énergie électrique en travail ou énergie mécanique : les moteurs rotatifs produisent un couple par un déplacement angulaire tandis que les moteurs linéaires produisent d'une force par un déplacement linéaire.
Les forces engendrées par les champs magnétiques, formulées par la relation de Lorentz, permettent d'envisager des dispositifs qui utilisent un tel champ pour transformer l'énergie électromagnétique en énergie mécanique.
Le premier moteur électrique fut construit par Peter Barlow : une roue, soumise à un champ magnétique permanent, est parcourue par un courant électrique. Il s'exerce donc une force sur cette roue, qui se met alors en rotation : c'est la roue de Barlow. Elle constitue de fait le premier moteur électrique à courant continu.
Les liens entre champ magnétique et champ électrique, exprimés par les équations de Maxwell, font qu'il est possible de construire des systèmes qui créent un champ magnétique non permanent — à partir d'une source de courant, au moyen d'électroaimants.
Au sein de tels appareils, on crée un champ magnétique tournant, c'est-à-dire un champ dont la direction varie en tournant dans un sens ou dans l'autre avec une fréquence de rotation déterminée.
L'une des possibilités est de créer un tel champ à l'aide d'électroaimants fixes — ils constituent le « stator » — parcourus par un courant électrique d'intensité variable, par exemple triphasé. Au centre, une partie mobile et sensible au champ magnétique, constituée par exemple d'aimants permanents, est ainsi mise en mouvement : c'est le « rotor », dont le mouvement de rotation est transmis à un arbre. Ce principe est par exemple mis en œuvre pour les machines synchrones et les machines asynchrones.
Une autre possibilité est de créer un champ permanent au stator à l'aide d'aimants permanents ou d'enroulements parcourus par un courant continu et de réaliser un champ magnétique tournant au rotor par un système de connexions glissantes afin que ce champ rotorique reste en quadrature avec le champ statorique. C'est le principe mis en œuvre pour la machine à courant continu.

## Recherche prospective
La recherche se poursuit depuis plus d'un siècle, avec la possibilité d'étudier des champs de plus en plus intenses.
Un laboratoire européen des champs magnétiques intenses est en cours de création associant notamment la France (Laboratoire national des champs magnétiques intenses ou LNCMI), les Pays-Bas (High Field Magnet Laboratory ou HFML) et l'Allemagne (Dresden High Magnetic Field Laboratory ou DHMFL). Ce pôle européen dit European Magnetic Field Laboratory (EMFL), est hébergé à Grenoble par le LNCMI (CNRS, Université Joseph Fourier, INSA-Toulouse et Université Paul Sabatier), où l'on peut déjà travailler avec les champs les plus puissants d’Europe (jusqu'à 750 000 fois le champ magnétique terrestre).